# Мала Киріївка
Мала́ Кирі́ївка — село в Україні, у  Бершадській міській громаді Гайсинського району Вінницької області. До 2020 орган місцевого самоврядування — Осіївська сільська рада. Населення становить 500 осіб.

## Географія
Розташоване неподалік річки Південний Буг.
Неподалік знаходиться станція Устя, де 2 рази на добу зупиняється вузькоколійний поїзд Гайворон-Рудниця.

## Історія

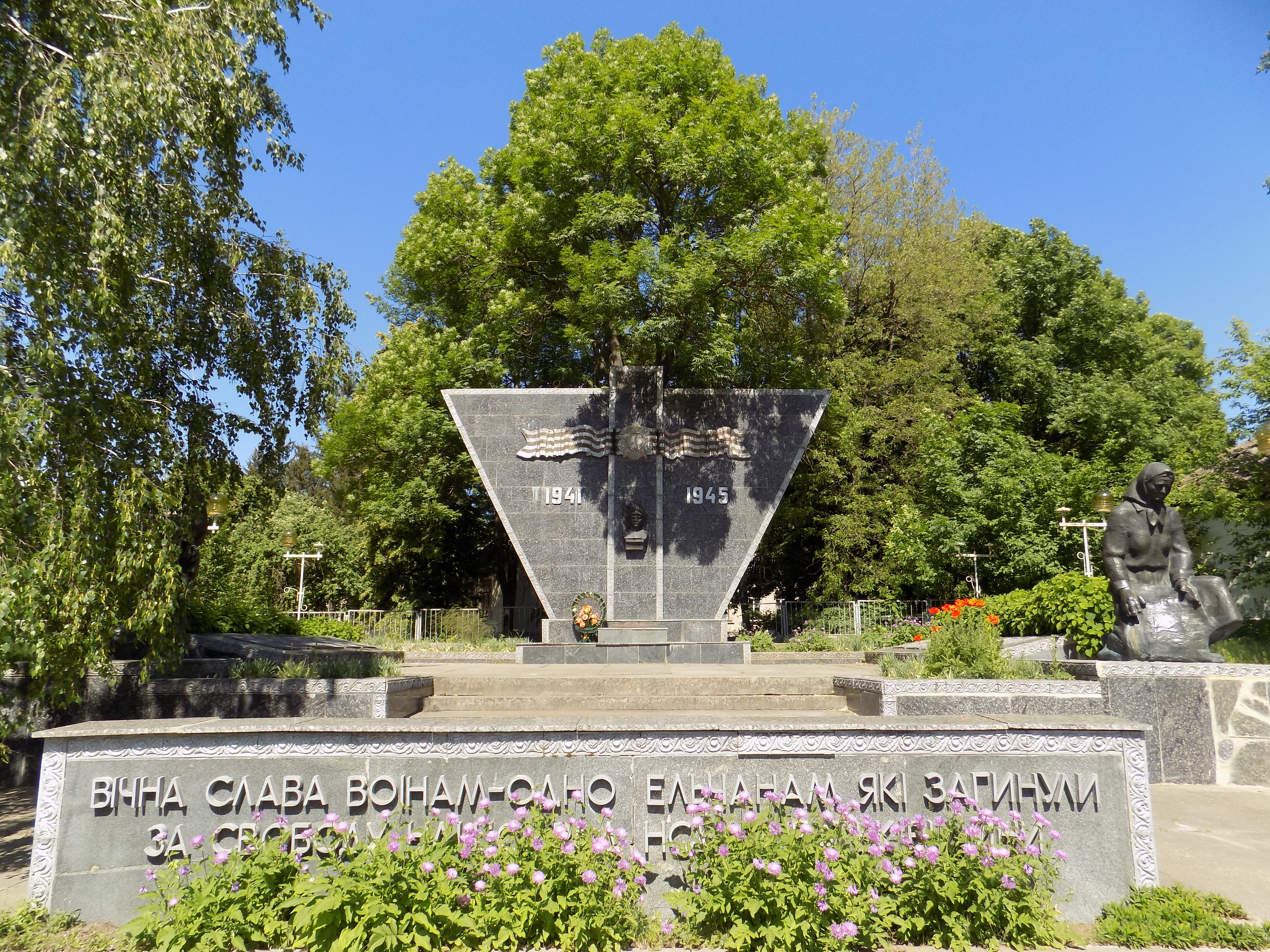
Пам'ятник воїнам - односельчанам, загиблим на фронтах Другої світової війни

7 (20) листопада 1917 року, відповідно до Третього Універсалу Української Центральної Ради, увійшло до складу Української Народної Республіки.
З 1921 — стабільний комуністичний режим.
Під час другого голодомору у 1932—1933 роках, проведеного радянською владою, загинуло 43 особи.
Восени 1941 року включено до складу Румунії.
1991 року населення села більшістю голосів проголосувало за відновлення державної незалежності України.
12 червня 2020 року, відповідно розпорядження Кабінету Міністрів України № 707-р «Про визначення адміністративних центрів та затвердження територій територіальних громад Вінницької області», село увійшло до складу Бершадської міської громади.
19 липня 2020 року, в результаті адміністративно-територіальної реформи та ліквідації Бершадського району, село увійшло до складу Гайсинського району.

## Відомі уродженці
- Гончарук Ігор Олегович (09.06.2002 – 29.07.2022) — український військовик, учасник російсько-української війни[5].
- Григорій Лазарович Івашко (1921–1945) — Герой Радянського Союзу.
- Козачок Сергій Володимирович (19.03.1973 – 30.07.2023) — український військовик, учасник російсько-української війни[6].